# Campionati del mondo di atletica leggera 2011 - Lancio del giavellotto maschile
Il lancio del giavellotto maschile ai campionati del mondo di atletica leggera 2011 si è tenuto il 1º e il 3 settembre.

## Risultati

### Qualificazione
Qualificazione diretta per chi supera 82.50 m (Q) o rientra tra i primi 12.
| Pos | Gruppo | Nome                      | Nazione       | #1    | #2    | #3    | Result | Note |
| --- | ------ | ------------------------- | ------------- | ----- | ----- | ----- | ------ | ---- |
| 1   | A      | Guillermo Martínez        | Cuba          | 83.77 |       |       | 83.77  | Q    |
| 2   | A      | Dmitri Tarabin            | Russia        | x     | 82.92 |       | 82.92  | Q    |
| 3   | B      | Stuart Farquhar           | Nuova Zelanda | 82.10 | x     | -     | 82.10  | q    |
| 4   | A      | Matthias de Zordo         | Germania      | 82.05 | 81.11 | x     | 82.05  | q    |
| 5   | B      | Fatih Avan                | Turchia       | 80.27 | 77.68 | 81.94 | 81.94  | q    |
| 6   | B      | Mark Frank                | Germania      | 80.96 | 81.93 | -     | 81.93  | q    |
| 7   | A      | Andreas Thorkildsen       | Norvegia      | 79.36 | 80.85 | 81.83 | 81.83  | q    |
| 8   | A      | Vítězslav Veselý          | Rep. Ceca     | 79.99 | 74.77 | 81.64 | 81.64  | q    |
| 9   | B      | Roman Avramenko           | Ucraina       | 76.30 | x     | 81.46 | 81.46  | q    |
| 10  | B      | Sergey Makarov            | Russia        | 81.42 | 80.18 | 78.33 | 81.42  | q    |
| 11  | A      | Jarrod Bannister          | Australia     | 81.35 | x     | 75.91 | 81.35  | q    |
| 12  | B      | Antti Ruuskanen           | Finlandia     | 79.54 | 81.03 | 78.14 | 81.03  | q    |
| 13  | B      | Igor Janik                | Polonia       | 80.88 | 76.63 | 78.98 | 80.88  |      |
| 14  | B      | Ari Mannio                | Finlandia     | 74.09 | 80.27 | 79.31 | 80.27  |      |
| 15  | A      | Yukifumi Murakami         | Giappone      | 80.19 | 78.04 | 74.93 | 80.19  |      |
| 16  | A      | Jakub Vadlejch            | Rep. Ceca     | 68.32 | 80.08 | x     | 80.08  |      |
| 17  | A      | Tero Pitkämäki            | Finlandia     | 78.21 | 79.46 | 76.05 | 79.46  |      |
| 18  | B      | Chen Qi                   | Cina          | x     | 74.28 | 78.42 | 78.42  |      |
| 19  | A      | Scott Russell             | Canada        | 76.47 | 77.49 | 74.23 | 77.49  |      |
| 20  | A      | Ēriks Rags                | Lettonia      | 77.34 | x     | 76.23 | 77.34  |      |
| 21  | A      | Yervásios Filippídis      | Grecia        | 76.66 | 70.42 | 73.41 | 76.66  |      |
| 22  | B      | Leslie Copeland           | Figi          | 76.57 | 74.54 | 73.82 | 76.57  |      |
| 23  | A      | Mihkel Kukk               | Estonia       | 73.21 | 72.10 | 76.42 | 76.42  |      |
| 24  | B      | Petr Frydrych             | Rep. Ceca     | 75.38 | 76.18 | x     | 76.18  |      |
| 25  | B      | Vadims Vasiļevskis        | Lettonia      | 74.67 | 75.23 | x     | 75.23  |      |
| 26  | B      | Gabriel Wallin            | Svezia        | 72.96 | 74.44 | 74.09 | 74.44  |      |
| 27  | B      | Arley Ibargüen            | Colombia      | 73.22 | 74.02 | x     | 74.02  |      |
| 28  | B      | Aleksandr Ivanov          | Russia        | 73.81 | x     | x     | 73.81  |      |
| 29  | A      | Oleksandr Pyatnytsya      | Ucraina       | 71.93 | 72.05 | 73.56 | 73.56  |      |
| 30  | B      | Spyridon Lebesis          | Grecia        | x     | 73.35 | 70.44 | 73.35  |      |
| 31  | A      | Matija Kranjc             | Slovenia      | 73.17 | x     | -     | 73.17  |      |
| 32  | B      | Zigismunds Sirmais        | Lettonia      | 70.20 | x     | 73.16 | 73.16  |      |
| 33  | A      | John Robert Oosthuizen    | Sudafrica     | 69.65 | 73.14 | 72.79 | 73.14  |      |
| 34  | B      | Jung Sang-jin             | Corea del Sud | 72.03 | x     | x     | 72.03  |      |
| 35  | A      | Ihab Abdelrahman El Sayed | Egitto        | 71.99 | 68.00 | x     | 71.99  | SB   |
| 36  | A      | Rinat Tarzumanov          | Uzbekistan    | x     | 67.07 | 70.32 | 70.32  |      |
|     | A      | Mike Hazle                | Stati Uniti   |       |       |       | DNS    |      |

### Finale
| Pos | Nome                | Nazione       | #1    | #2    | #3    | #4    | #5    | #6    | Ris.  | Note |
| --- | ------------------- | ------------- | ----- | ----- | ----- | ----- | ----- | ----- | ----- | ---- |
| 1   | Matthias de Zordo   | Germania      | 86.27 | 85.51 | -     | -     | 82.88 | 81.40 | 86.27 | SB   |
| 2   | Andreas Thorkildsen | Norvegia      | 80.75 | 80.46 | 80.60 | 84.78 | x     | 80.28 | 84.78 |      |
| 3   | Guillermo Martínez  | Cuba          | 84.30 | 80.12 | 80.09 | 76.99 | -     | 78.69 | 84.30 |      |
| 4   | Vítězslav Veselý    | Rep. Ceca     | 81.19 | x     | 84.11 | 79.64 | 76.28 | x     | 84.11 | SB   |
| 5   | Fatih Avan          | Turchia       | 78.24 | 83.34 | 78.96 | 79.87 | x     | 77.58 | 83.34 |      |
| 6   | Roman Avramenko     | Ucraina       | 82.51 | x     | 82.20 | 79.71 | 78.87 | x     | 82.51 |      |
| 7   | Jarrod Bannister    | Australia     | 82.25 | x     | -     | x     | 76.60 | x     | 82.25 | SB   |
| 8   | Mark Frank          | Germania      | 78.78 | x     | 81.81 | 78.48 | 80.98 | 77.73 | 81.81 |      |
| 9   | Antti Ruuskanen     | Finlandia     | x     | 79.46 | 79.06 |       |       |       | 79.46 |      |
| 10  | Dmitri Tarabin      | Russia        | x     | 79.06 | x     |       |       |       | 79.06 |      |
| 11  | Stuart Farquhar     | Nuova Zelanda | 78.99 | 75.18 | 77.13 |       |       |       | 78.99 |      |
| 12  | Sergej Makarov      | Russia        | 77.73 | 78.76 | 78.05 |       |       |       | 78.76 |      |